# Avicennia marina
Avicennia marina är en akantusväxtart. Avicennia marina ingår i släktet Avicennia och familjen akantusväxter.

## Underarter
Arten delas in i följande underarter:
- A. m. australasica
- A. m. marina
- A. m. acutissima
- A. m. intermedia
- A. m. rumphiana

## Bildgalleri

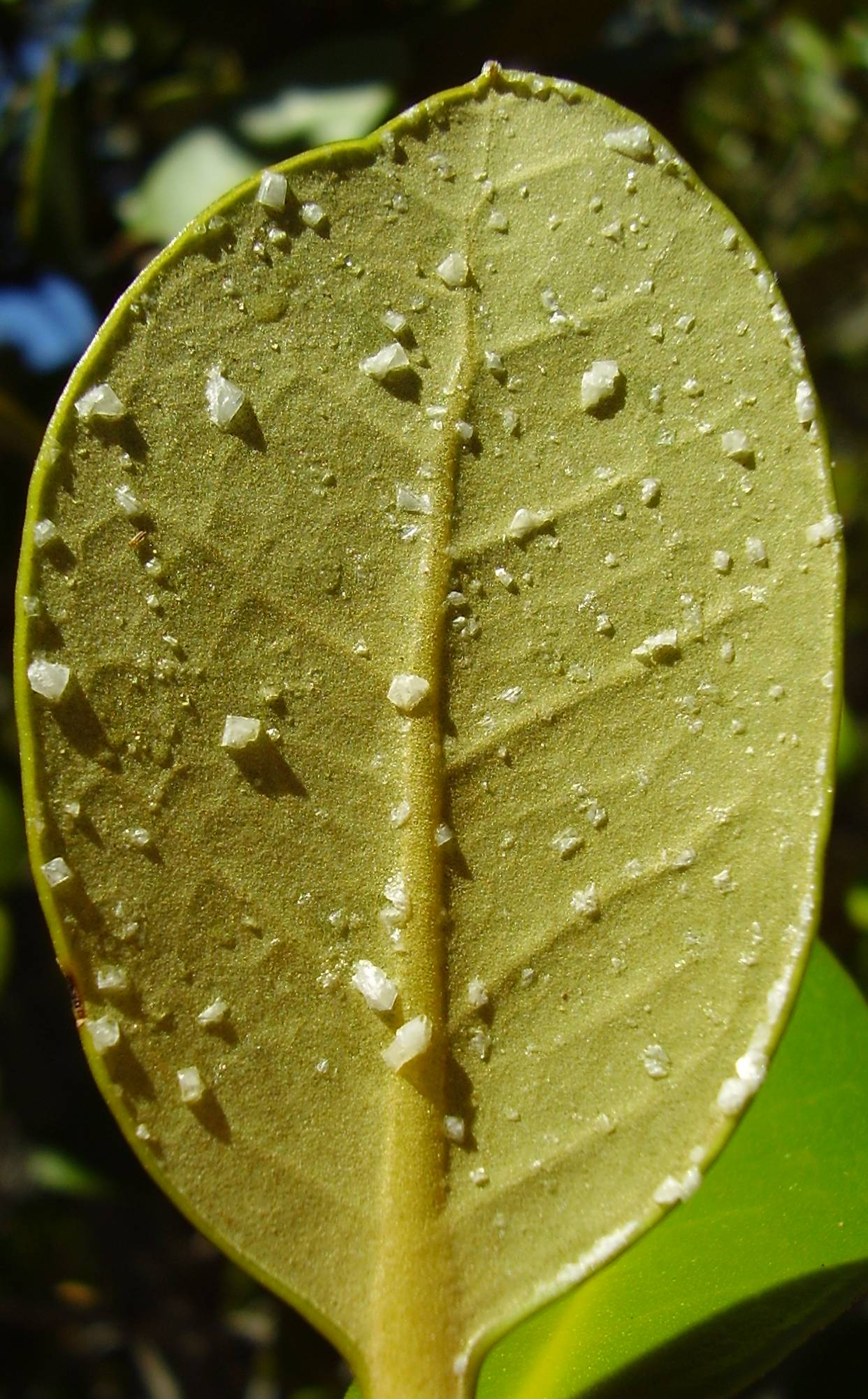
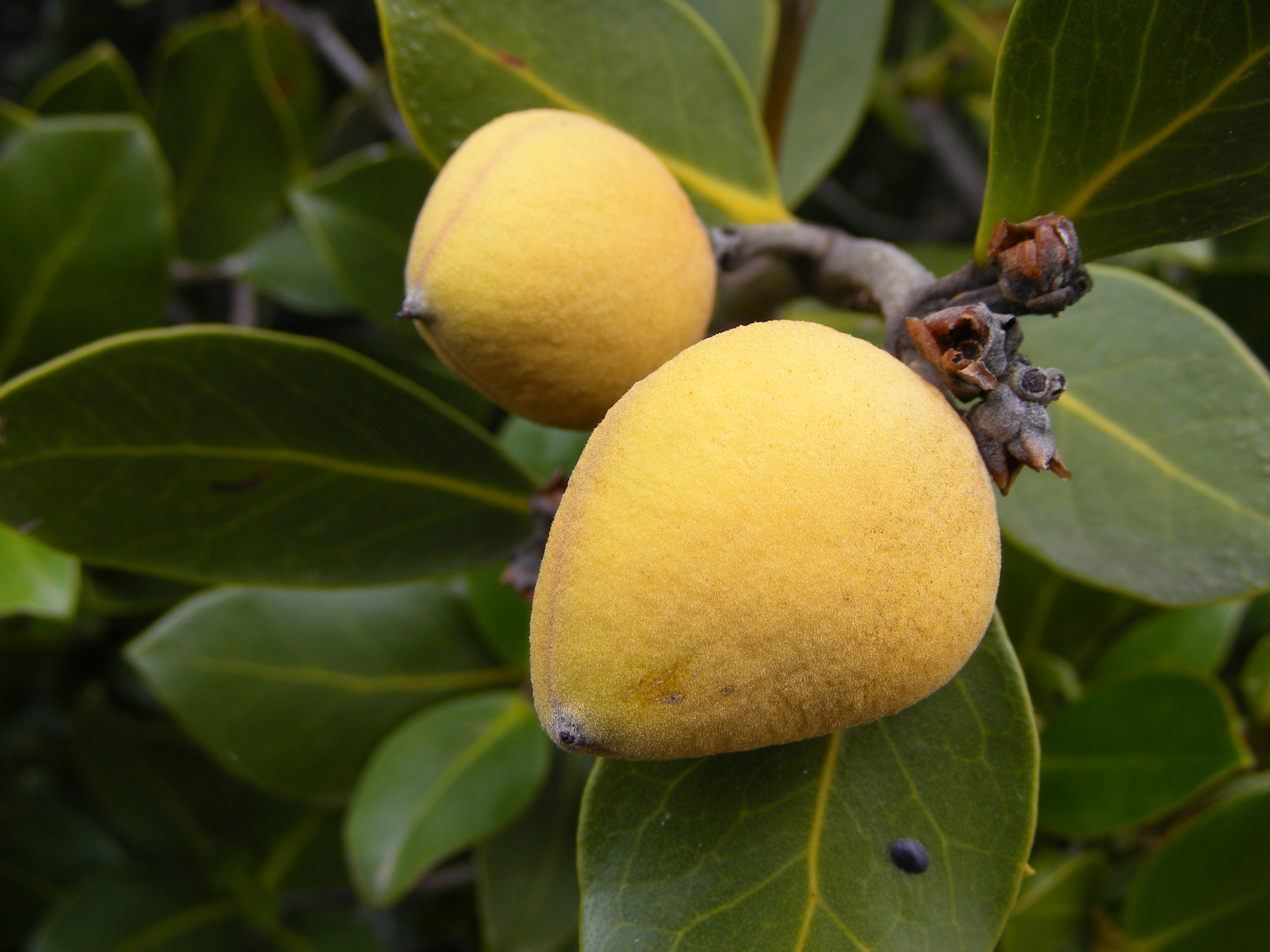